# Čabanivka (okres Užhorod)
Čabanivka, dříve česky Bačava, ukrajinsky Чабанівка, dříve Бачава, maďarsky Bacsó, je část obce Irljava, v seredňanské územní komunitě, v okrese Užhorod v Zakarpatské oblasti Ukrajiny. V roce 2025 zde žilo 442 obyvatel.

## Historie
První písemná zmínka o této vsi pochází z roku 1567. Do uzavření Trianonské smlouvy byla součástí Uherska, poté (pod názvy Bačava) součástí Československa. Za první československé republiky zde byl obecní notariát. Od roku 1945 byla součástí Ukrajinské sovětské socialistické republiky, která byla součástí SSSR. Od roku 1991 je součástí nezávislé Ukrajiny.